# ميخائيل لارسن (كاتب)
ميخائيل لارسن (بالدنماركية: Michael Larsen)‏ هو صحفي وكاتب دنماركي، ولد في 28 نوفمبر 1961 في Værløse ‏ في الدنمارك.

## وصلات خارجية
- ميخائيل لارسن على موقع IMDb (الإنجليزية)
- ميخائيل لارسن على موقع ألو سيني (الفرنسية)
- ميخائيل لارسن على موقع قاعدة بيانات الأفلام السويدية (السويدية)
- ميخائيل لارسن على موقع كينوبويسك (الروسية)
- ميخائيل لارسن على موقع كينوبويسك (الروسية)